# Bronisław Kłaptocz
Bronisław Tadeusz Kłaptocz (ur. 18 lutego 1926 w Czechowicach-Dziedzicach, zm. 8 lipca 2020) – polski stomatolog, prof. dr hab.

## Życiorys
Był synem Józefa i Zuzanny, z d. Polak. W 1939 ukończył szkołę powszechną w rodzinnym mieście. W 1940 został wywieziony na roboty do Niemiec, od 1941 pracował jako robotnik w zakładzie elektromonterskim Johanna Fuchsa w Kamienicy. W 1948 ukończył Państwowe Gimnazjum i Liceum w Bielsku.
Był studentem pierwszego rocznika Akademii Medycznej w Bytomiu, który rozpoczął studia w 1948. Już od 1950 pracował w macierzystej uczelni. W 1953 ukończył studia na Wydziale Stomatologicznym, w 1962 obronił pracę doktorską Niektóre wczesne objawy niewydolności przyzębia i ich praktyczne uwzględnienie w profilaktyce stomatologicznej napisaną pod kierunkiem Ryszarda Cichowskiego, w 1964 ukończył także studia na Wydziale Lekarskim ŚAM. W 1968 uzyskał stopień doktora habilitowanego na podstawie pracy Biostatyka protez skrzydłowych w żuchwie, w 1969 II stopień specjalizacji z protetyki stomatologicznej. W 1974 nadano mu tytuł profesora nadwzyczajnego w zakresie nauk medycznych, w 1983 tytuł profesora zwyczajnego.
Pracował w Katedrze i Zakładzie Protetyki Stomatologicznej na Wydziale Lekarskim Śląskiej Akademii Medycznej w Katowicach, był p.o. kierownika (1964–1966) i od 1967 do przejścia na emeryturę w 1996 kierownikiem tej jednostki. W latach 1972–1974 był prodziekanem, w latach 1975–1981 dziekanem Wydziału Lekarskiego w Zabrzu Śląskiej Akademii Medycznej, w latach 1982–1984 prorektorem Śląskiej Akademii Medycznej.
Był też rektorem Wyższej Szkole Inżynierii Dentystycznej im. prof. Meissnera w Ustroniu i kierownikiem Katedry Techniki Dentystycznej na Wydziale Inżynierii Dentystycznej Wyższej Szkole Inżynierii Dentystycznej i Nauk Humanistycznych im. prof. Meissnera w Ustroniu.
Należał do PZPR.
Zmarł w lipcu 2020 i został pochowany na cmentarzu w Czechowicach-Dziedzicach.

## Odznaczenia i wyróżnienia
- Nagrody ministra zdrowia[6]
- Złota Odznaka Honorowa Polskiego Towarzystwa Stomatologicznego[2]
- Krzyż Kawalerski Orderu Odrodzenia Polski (w PRL)[2]
- Krzyż Oficerski Orderu Odrodzenia Polski[3][6]
- Laur 50-lecia Śląskiej Akademii Medycznej[4].
- Wawrzyn Lekarski Śląskiej Izby Lekarskiej[7]